# 거대식도증
거대식도증(巨大食道症, megaesophagus, esophageal dilatation) 또는 거대식도(巨大食道), 큰식도증은 사람과 다른 포유류에서 발생하는, 식도가 비정상적으로 확장되는 질환이다. 식도의 근육이 제대로 음식과 액체를 입에서 위로 밀어내지 못하는, 즉 꿈틀운동을 하지 못하게 되는 모든 질환으로 인해 발생할 수 있다. 이때 약해진 음식이 식도에서 정체되면서 부패하고 역류하거나 폐로 들어가 흡인성 폐렴의 원인이 될 수 있다.
식도이완불능증이나 샤가스병 등의 질환으로 인해 거대식도증이 발생할 수 있다. 식도이완불능증은 근육층신경얼기의 신경절 세포가 소실되면서 발생한다. 아래식도조임근의 지속적인 수축으로 인해 꿈틀운동에 관여하는 근육의 수축이 현저하게 부족해진다. 식도가 확장되면서 삼킴장애가 생길 수 있으며, 음식 덩어리가 정체될 수 있다.